# Ácido propanoico
O ácido propanoico (AO-1945/FO-1943: ácido propanóico) conhecido usualmente como ácido propiônico (português brasileiro) ou propiónico (português europeu) ou ácido propílico, C3H6O2, massa molecular 74 u, é um   ácido monocarboxílico, saturado, de cadeia aberta, que apresenta fórmula estrutural: CH3 - CH2 - COOH
O nome usual ácido propiônico é de origem grega: pro (primeiro), pion (graxo, gordura).

## Propriedades

### Físicas
- Suas moléculas se atraem por ligações de hidrogênio.
- Líquido solúvel em água, em qualquer proporção.

### Químicas
- Em solução aquosa se ioniza produzindo 1 cátion ( H+), por molécula.
- Grau de ionização: 1%
- Constante de ionização: 1,3 . 10−5
- Reage com álcoois formando ésteres.
- Reage com bases produzindo sais orgânicos.

## Obtenção
* Oxidação do álcool propanol :
Propanol + O2 → ácido propanoico
CH3 - CH2 - CH2 - OH + O2 → CH3 - CH2 - COOH
* Oxidação do aldeído propanal:
Propanal + [O ] ( KMnO4 / H2SO4 ) → CH3 - CH2 - COOH
* Hidrólise de ésteres:
Propanoato de R + H2O → ácido propanoico + álcool
CH3 - CH2 - COO - R + H2O → CH3 - CH2 - COOH +  R - OH

## Aplicações e usos
Os ácidos propiônicos assim como os sórbicos são usados na indústria alimentícia para evitar o amarelecimento do pão.